# Haïdamak
Les haïdamaks (ukrainien : Гайдамаки, singulier haidamaka, du turc haydimak, « maraudeur ») étaient des bandes armées irrégulières parcourant l'Ukraine au XVIIIe siècle. Elles étaient formées de Cosaques locaux (kozaky) et de paysans fuyant le servage (holota). Les haïdamaks, équivalents ukrainiens des haïdouks balkaniques et des klephtes grecs, combattaient à la fois les hommes d'armes de la noblesse polonaise d'Ukraine occidentale, ceux de la noblesse russe en Ukraine orientale, et les Tatars de Crimée qui menaient en Ukraine des raids esclavagistes au profit des Ottomans.
Ils participèrent à diverses insurrections comme la Kolyivchtchyna de 1768-69 et se livrèrent occasionnellement à des exactions comme le brigandage, la prise d'otages, des agressions contre les arendaches (gestionnaires des domaines aristocratiques polonais), les prêteurs sur gage et les usuriers, et même la piraterie en mer Noire.
Après leur disparition, pendant la renaissance ukrainienne, leur souvenir fut magnifié comme ceux des haïdouks et des klephtes : ils sont aujourd'hui perçus comme des « Robin des Bois ukrainiens ». Un exemple connu est le poème épique Les haïdamaks (Гайдамаки, 1841) du poète national ukrainien Taras Chevtchenko.

## Représentations

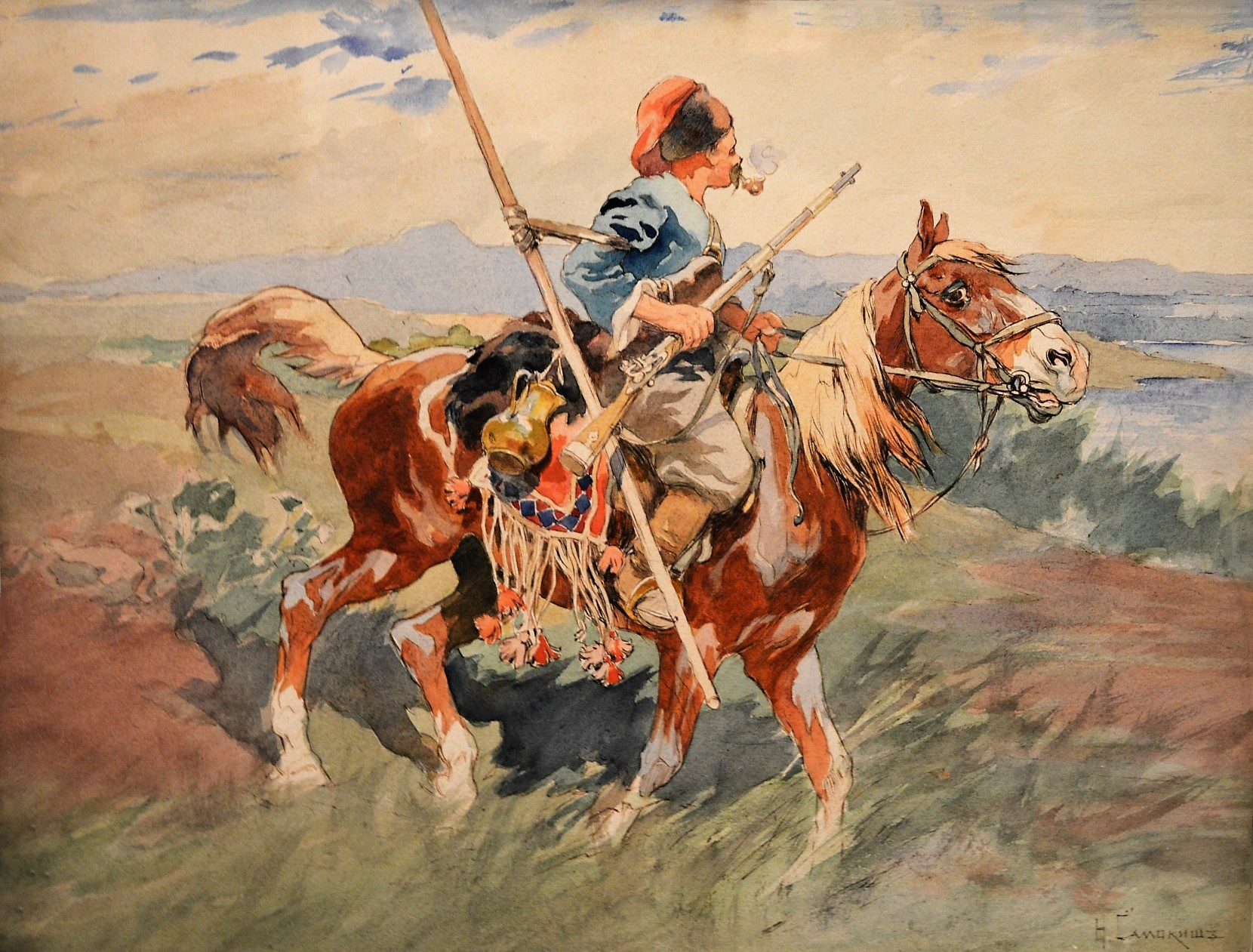
Haïdamak en maraude, par Nikolaï Samokich
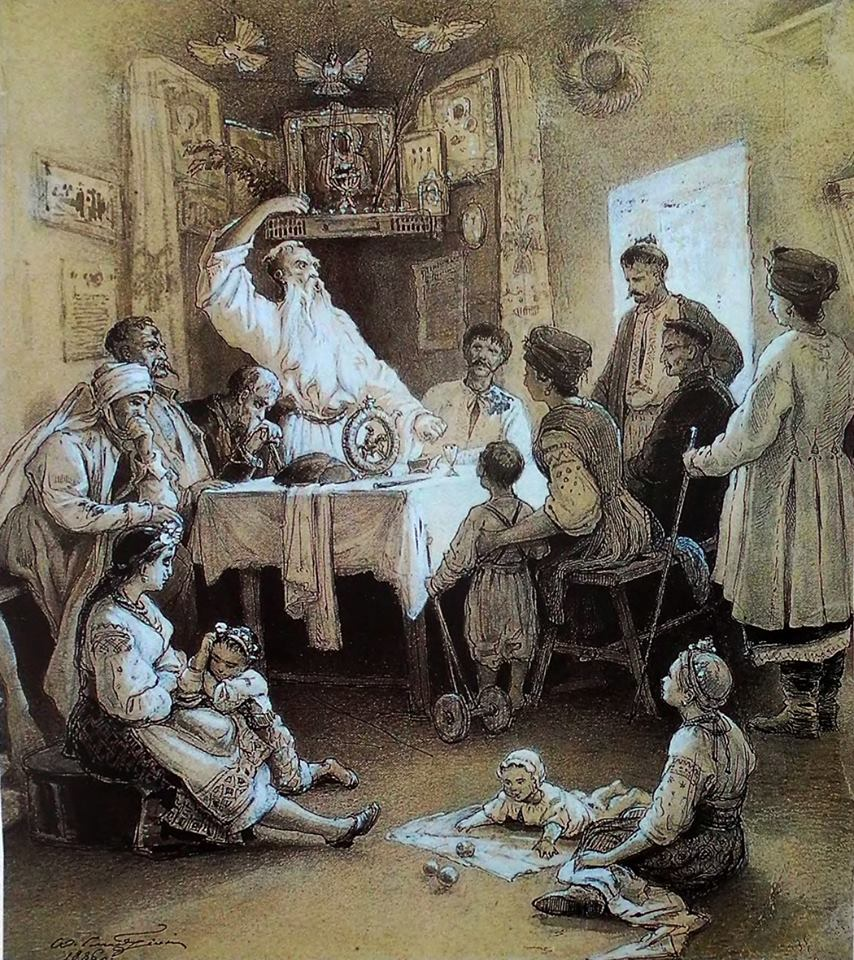
Illustration par Opanas Slastion pour le poème de Taras Chevtchenko, édition de 1886.
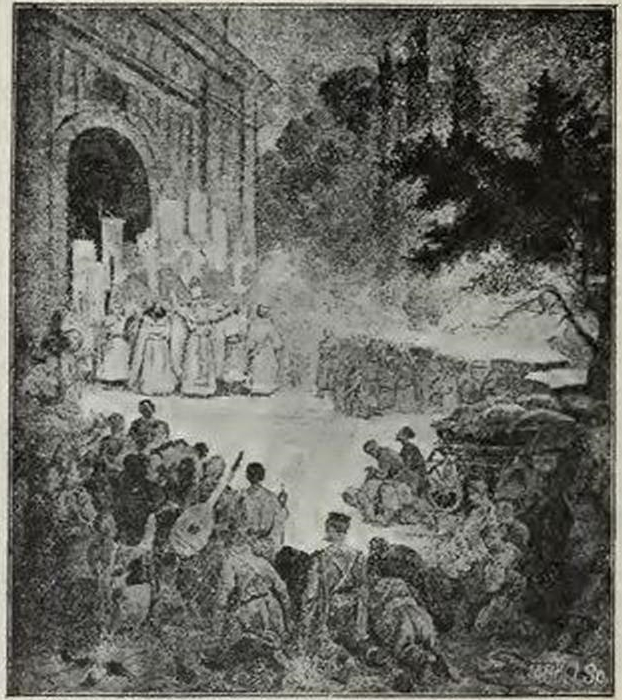
Prière devant un monastère : les moines offraient à manger aux haïdamaks mais ne les laissaient pas entrer.
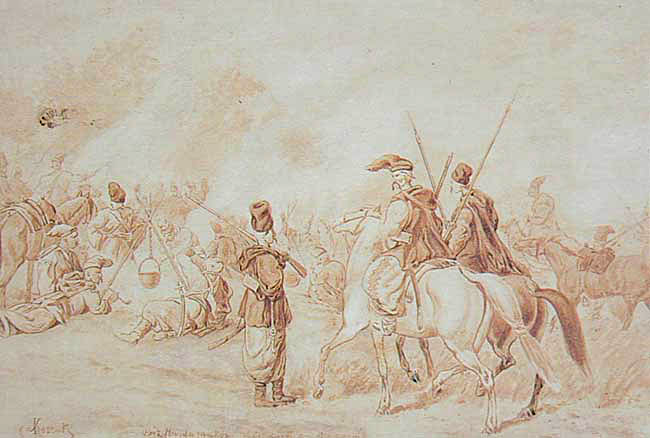
Haïdamaks, par Juliusz Kossak.
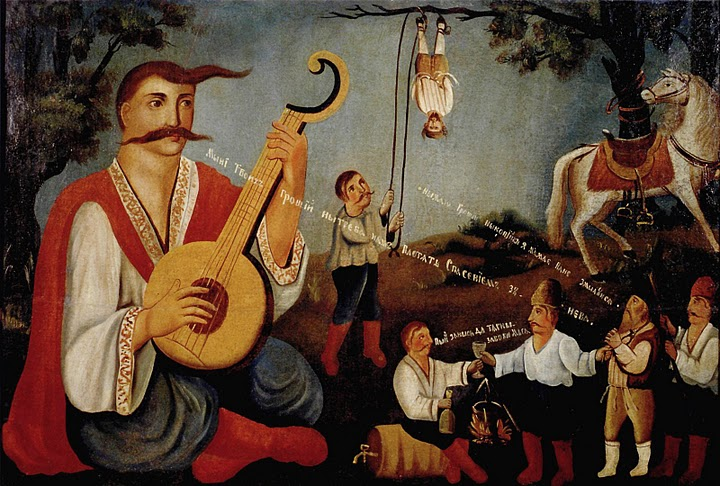
Conte du héros folklorique ukrainien (illustration du XIXe siècle) : au premier plan le cosaque Mamaï joue de la kobza, tandis qu'à l'arrière-plan, ses haïdamaks molestent deux usuriers vêtus en Juifs traditionalistes, l'un suspendu par les pieds à un arbre, l'autre tiré de force par sa barbe et frappé. Ce dernier dit : « Pitié, M. Mamaï, je n'ai pas sou vaillant » : le cosaque répond : « Je n'ai besoin d'aucun argent de toi, pour ceux comme vous, le seul salut est le ciel ». Dans l'histoire des Juifs en Ukraine, on peut évoquer ce propos l'antisémitisme et les pogroms.